# Euronova Racing
Euronova Racing (também conhecida como Fortec Italia Motorsport, Euronova Racing by  Fortec) é uma equipe de automobilismo sediada na Itália.

## História
Depois de se aposentar das corridas, Vincenzo Sospiri decidiu colaborar com a Fortec Motorsport e com os investidores italianos para criar em 2001 a equipe Euro Formula 3000, com Michael Bentwood e Polo Villaamil como pilotos de corrida. Em 2002, Sospiri uniu forças com David Sears e a equipe foi renomeada para Euronova Racing. A Euronova entrou na Fórmula Abarth em 2011. A equipe queria retornar seu nome inicial em 2014, mas permaneceu como Euronova.